# Latham (Kansas)
Latham – miasto położone w hrabstwie Butler.